# チャールズ・ダナ・ギブソン

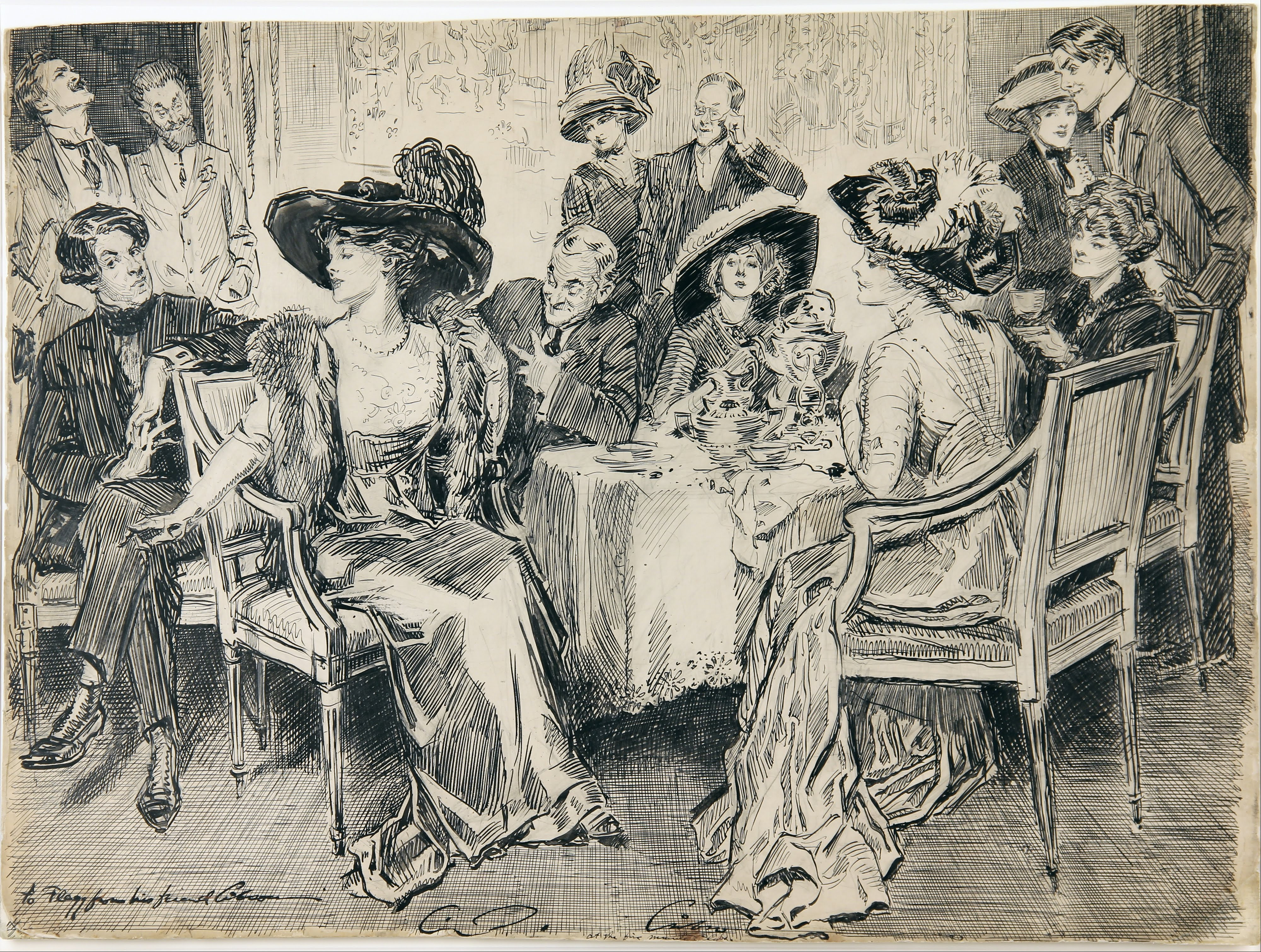
チャールズ・ダナ・ギブソンの作品「どこにいても注目される女性」(1910) ノーマン・ロックウェル美術館蔵

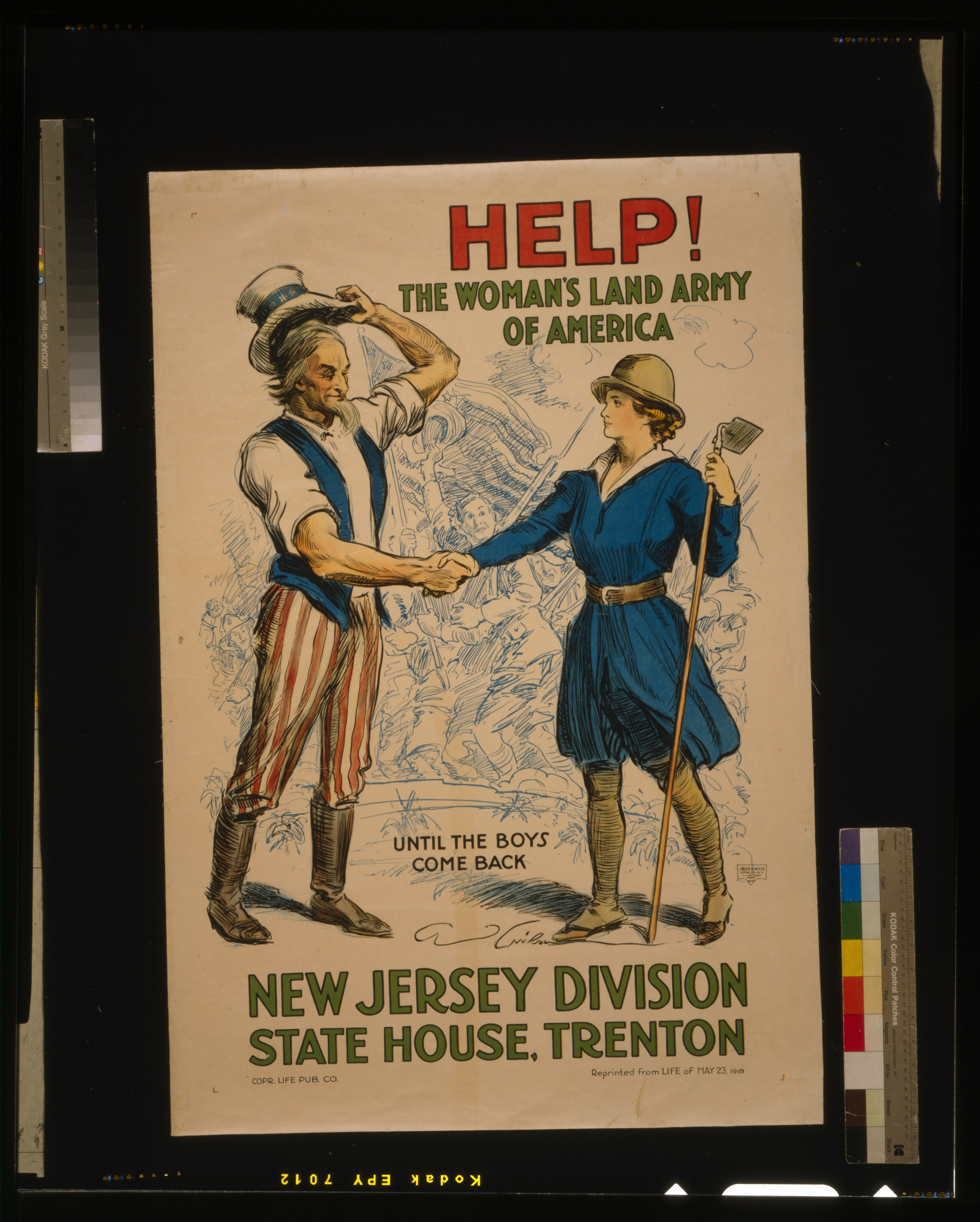
チャールズ・ダナ・ギブソン作のポスター(1918)

チャールズ・ダナ・ギブソン（Charles Dana Gibson、1867年9月14日 - 1944年12月23日）は、アメリカ合衆国のイラストレーターである。1883年創刊の雑誌『ライフ』などの漫画家、イラストレータとして働いた。

## 略歴
マサチューセッツ州のロクスベリー（現在はボストンの一部）で実業家の息子に生まれた。生まれて間もなく、ニューヨーク市のフラッシングに家族と移り、ニューヨークで育った。幼いころから美術の才能を示した。彫刻家のオーガスタス・セント＝ゴーデンスに学び、彫刻には才能がないと自覚したが、絵画で少額の商魂を得て、美術の修行を続け、1884年に高校を卒業した後、1884年に高校を卒業した後、アート・スチューデンツ・リーグ・オブ・ニューヨークに入学し2年間修業した。
1886年3月にギブソンの最初の作品が『ライフ』誌に掲載され、『ライフ』と長く関係を続け、後に同誌の編集長兼オーナーになった。『ライフ』誌の他に、イギリスの雑誌『ティット・ビッツ（Tit-Bits）』でも仕事をした。1888年までの雑誌からの収入でヨーロッパを旅することができ、ロンドンでは『パンチ』誌の漫画家のジョージ・デュ・モーリア（1834-1896）と会い、その後パリへ渡り、アカデミー・ジュリアンで2ヶ月間、修行した。ニューヨークに戻ると、『ライフ』で働き、ギブソンの漫画は通常、見開きページに掲載された。その後、『ハーパーズ・ニュー・マンスリー・マガジン』、『スクリブナーズ・マガジン』、『センチュリー・マガジン』にも作品が掲載された。
1895年に鉄道事業者の娘のアイリーン・ラングホーン（Irene Langhorne: 1873–1956）と結婚した。妻は社交界の美人5人姉妹の1人で、妹に第2代アスター子爵と結婚し、後にイギリスの女性下院議員になったナンシー・アスター（Nancy Witcher Astor, Viscountess Astor: 1879-1964）らがいた。
いわゆる「ギブソン・ガール」と呼ばれる上流階級の、自信に満ちた生活力のある若い女性という女性像を創造し大成功を収めた。ギブソン・ガールは、流行のヘアスタイルやファッションで、背筋の伸びた姿勢で描かれ、女優のイヴリン・ネスビットや妻のアイリーンらがモデルとされる。
1894年に『ライフ』誌に掲載された作品集が出版され、雑誌の見開きページのイラストを再現するため、横長のフォリオ版（30×46cm）で出版された。その後の数年間に12冊以上の画集が出版された。これらの画集や有名雑誌に掲載された作品で名声は得て、それまでのイラストレーターをはるかに超える報酬を得る契約を『コリアーズ・ウィークリー』などと結んだ。
アイリーンとの間に2人の子供が生まれ、ニューヨークで優雅に暮らし、1902年に建築家のスタンフォード・ホワイトに注文し、1904年に完成したイースト73番街の5階建ての邸は、長くニューヨークの社交界の中心地の一つになった。メイン州のペノブスコット湾の島を購入し夏の別荘を建てた。その後1907年の金融危機による損失で、1905年に予定したヨーロッパ視察旅行を中断し、ニューヨークの自宅を貸し出すことになった。再びイラストの仕事で経済状況を改善し、ニューヨークの邸に戻り、アスター子爵夫人やフランス元首相ジョルジュ・クレマンソーなどを招いた。
第一次世界大戦世界大戦にアメリカが参戦する前から、反ドイツ的な作品を制作し、アメリカが参戦すると政府の広報委員会の絵画宣伝部門の委員長に任命されて、他の芸術家たちに連合国に支援のためのポスターや広告資料、美術作品を制作するように説得する役割を果たした。
第一次世界大戦後、1918年に『ライフ』の創設者でオーナー、編集者でもあったジョン・エイムズ・ミッチェル（John Ames Mitchell: 1845-1918）が亡くなると、1920年に『ライフ』は売りに出されたのでギブソンは過半数の株式を取得し、編集長となった。戦後の嗜好の変化に適応できず、ギブソンの作品の人気も低下していた。発行部数は減少し、ギブソンは1928年に編集長を辞任し、1930年を最後に『ライフ』への寄稿をやめた。
小説作品の挿絵も描き、ギブソンが挿絵を描いた小説の作家にはコンスタンス・ケーリー・ハリソン（Constance Cary Harrison）やリチャード・ハーディング・ディヴィス（Richard Harding Davis）、アンソニー・ホープ、ロバート・W・チェンバースらがいる。
『ライフ』での仕事から離れた後、油絵の制作をし、1934年に、ニューヨークのアメリカン・アカデミー・オブ・アーツ・アンド・レターズの展覧会で絵画約100点を、展示した。ペノブスコット湾の島の別荘で暮らし、1944年9月に心臓発作を起こし、フランクリン・D・ルーズベルト大統領の指示で海軍の水上飛行機でニューヨークの病院に運ばれ、治療を受けた。イースト73番街の邸に運ばれ、1944年12月23日に心筋炎で亡くなった。

## 作品

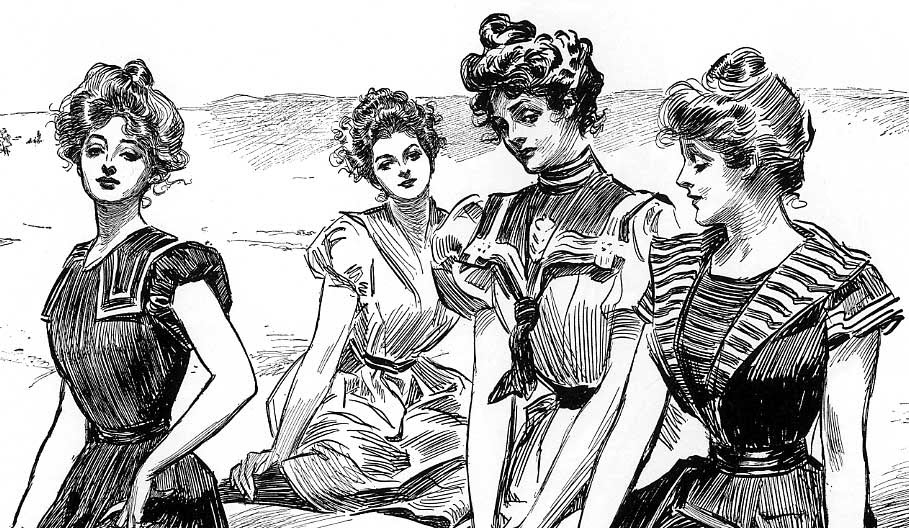
海辺の娘たち(c.1900)
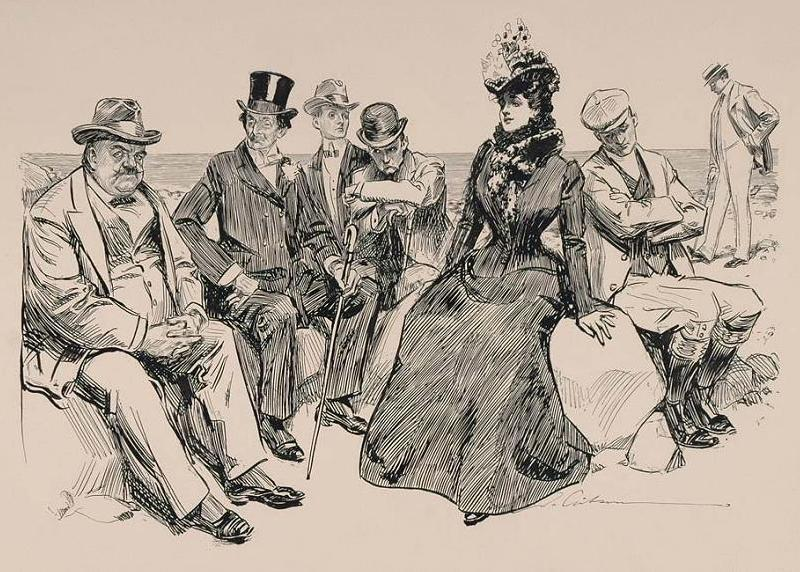
海辺で女性に失礼になるので泳ぎにいずに不機嫌な男性
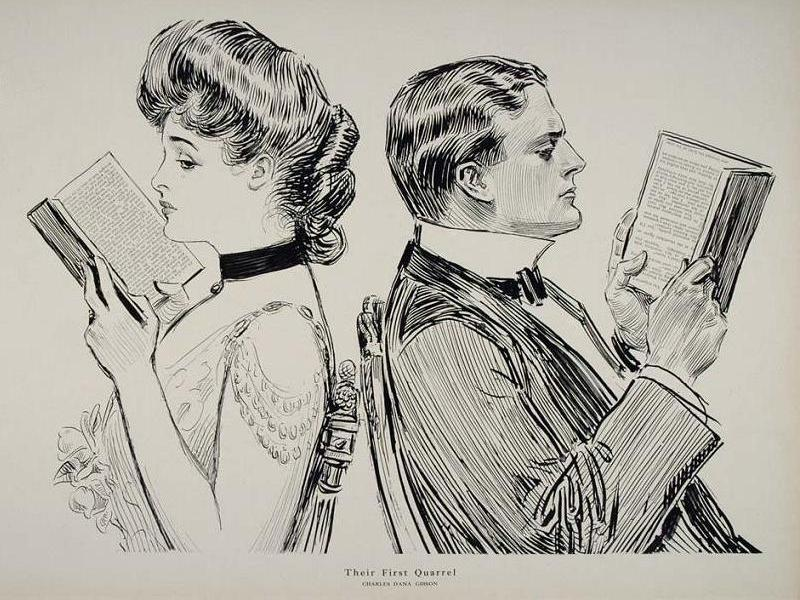
最初の諍い(1914)
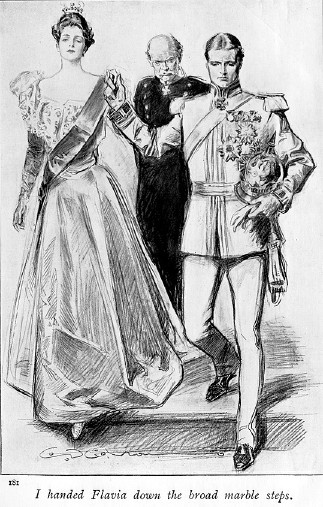
アンソニー・ホープの小説の挿絵